# Бунденбах
Бунденбах (нем. Bundenbach) — община в Германии, в земле Рейнланд-Пфальц. 

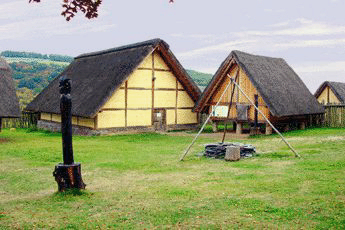
Бунденбах

Входит в состав района Биркенфельд. Подчиняется управлению Раунен.  Население составляет 941 человек (на 31 декабря 2010 года). Занимает площадь 7,70 км².